# Wonder Boy III: Monster Lair
Wonder Boy III: Monster Lair (ワンダーボーイIII モンスター・レアー Wandā Bōi Surī: Monsutā Reā?, lit. "Wonder Boy III Monster Lair") är ett sidscrollande plattformsspel utvecklat av Westone Bit Entertainment och ursprungligen utgivet som arkadspel av Sega 1988. Spelet är det tredje i Wonder Boy-serien och de sista att släppas som arkadspel. En konsolkonverting släpptes av Hudson Soft 1989 i Japan till PC Engine CD, och i Nordamerika (Turbografx-CD) där titeln 'Wonder Boy III'  togs bort. Spelet konverterades även till Sega Mega Drive, och släpptes i Japan 1990 och i Europa 1991. Både PC Engine CD- och Sega Mega Drive-versionerna har återutgivits till Wii Virtual Console.

### Fotnoter
1. ↑  ”Wonder Boy III: Monster Lair”. Arcade-History. http://www.arcade-history.com/?n=wonder-boy-iii-monster-lair&page=detail&id=3183. Läst 13 juni 2014.
2. ↑  ”It's Crystal Clear: Mario, Magic and Monsters – Oh My!”. Nintendo of America. 20 april 2009. http://www.nintendo.com/whatsnew/detail/k2DkkXjZ8e-iK5NvROjrzW8lt9i5Ij2m. Läst 13 juni 2014.